# جيسي سبيت
جيسي سبيت (بالإنجليزية: Jesse Speight)‏ (و. 1795 – 1847 م) هو سياسي من الولايات المتحدة الأمريكية ولد في مقاطعة غرين (كارولاينا الشمالية).
تولى منصب عضو مجلس الشيوخ الأمريكي .وهو عضو في الحزب الديمقراطي الأمريكي .